# SC Internacional
Sport Club Internacional, Internacional of Inter, is een Braziliaanse voetbalclub uit de stad Porto Alegre in de staat Rio Grande do Sul. De club werd opgericht op 4 april 1909 en is een van de grootste clubs van Brazilië. Haar aartsrivaal is stadsgenoot Grêmio.

## Geschiedenis

### Eerste tenue
Het eerste tenue werd gemaakt door Humbertina Fachel, de moeder van de oprichters van Internacional. Het shirt was verticaal rood-wit gestreept en werd gedragen met een witte broek en zwarte kousen. In het jaar van oprichting werd het originele tenue al herzien tot een rood shirt met zwarte broek en kousen. Het zwart werd later vervangen door wit en vandaag de dag worden zelfs grijze kousen gebruikt. Het shirt bleef in principe altijd rood, ook al waren er door de jaren vele variaties van rood en wit, waaronder een diagonale witte streep en een totaal wit shirt.

### Eerste wedstrijden
De eerste trainingen vonden al in dezelfde maand als de oprichting plaats, op een terrein van de Rua Arlindo in Ilhote. Wedstrijden zouden daar echter nooit gespeeld worden. De eerste wedstrijd van Internacional was de eerste Gre-Nal, de grote klassieker van Porto Alegre. Het 6 jaar eerder opgerichte Grêmio ontving op 18 juli 1909 Internacional in haar stadion en versloeg het nieuw opgerichte team met 10-0. Op 7 september van datzelfde jaar behaalde Internacional haar eerste gelijkspel: tegen de Militar Football Club, dat een jaar later het stadskampioenschap zou pakken, bleef het 0-0. De eerste overwinning kwam ruim een maand later op 12 oktober tegen ditzelfde Militar, dat met 2-1 verslagen werd.
In 1910 verhuisde Internacional naar een veld in het Parque da Redenção. Een jaar later scoorde rechtsachter Vinholes het eerste doelpunt tegen Grêmio, dat ondanks de treffer van Internacional alsnog met 10-1 wist te winnen. In 1912 moest Internacional opnieuw op zoek naar een nieuwe thuisbasis. De nieuwe voorzitter Júlio Seelig vond die in de wijk Azenha, waar hij namens de club een veldje kon huren.

### De eerste prijzen
De eerste titel kwam in 1913: Internacional werd ongeslagen kampioen van het Campeonato Metropolitano de Porto Alegre. Een jaar later werd deze prestatie herhaald. Ondanks de progressie van de club, bleven vooral de grote nederlagen tegen rivaal Grêmio een doorn in het oog van de Interistas. In 1915 deed Inter iets terug door voor het eerst haar rivaal te verslaan (4-1). In juli van 1916 won Inter zelfs met 6-1, waarbij  linksbuiten Vares alle zes de doelpunten scoorde.
In de eerste jaren van Internacional waren het vooral studenten en scholieren die het team in staat stelde van 1913 tot 1916 alle stadskampioenschappen ongeslagen binnen te halen. Pas in 1918 werd de club weer eens geen kampioen, omdat bijna het hele team thuis moest zitten toen alle scholen gesloten werden vanwege een epidemie van de Spaanse griep. Vanaf de jaren 1920 stelde Inter haar club open voor alle bevolkingsgroepen die tot dan toe waren uitgesloten, zoals Afro-Brazilianen, ambtenaren en werknemers uit de dienstensector.
Ondanks de vele stadskampioenschappen duurde het tot 1927 voordat Internacional ook een staatskampioenschap aan haar erelijst kon toevoegen. Op 7 september van dat jaar versloeg Internacional Grêmio Bagé (niet rivaal Grêmio) met 3-1 in twee helften van 40 minuten. In die tijd werd het staatskampioenschap nog bepaald in één wedstrijd tussen de kampioen van de stad Porto Alegre en de kampioen van het platte land.

### Eerste stadion
In 1928 werd Internacional andermaal gedwongen haar terrein te verlaten. De club had moeite met een vervangende locatie te vinden en even leek het einde van de club nabij. Het was voorzitter Ildo Meneghetti die met een inzamelingsactie genoeg geld bij elkaar kreeg om voor Internacional een stuk grond te kopen in de wijk Menino Deus. Na 20 jaar stukken grond te huren had Inter eindelijk haar eigen terrein. Op het stuk grond werd een houten stadion gebouwd. Op 15 maart 1931 werd dit Estádio dos Eucaliptos ingewijd met een 3-0-overwinning op Grêmio. Dit stadion zou tot 1969 de thuisbasis van Internacional blijven.
Met de tweede staatstitel in 1935 beginnen de sociale veranderingen binnen Internacional. Het team bestond niet meer uit vaders, zonen, broers, ooms, vrienden en kennissen. Door de jaren heen waren er steeds meer mensen uit de hele stad en ook het platte land bij de club komen spelen, waarvan sommigen ver onder de armoedegrens leefden. Het was dan ook logisch dat in die tijd werd begonnen met het betalen van spelers, of meer toepasselijk: Internacional begon met het betalen van onkostenvergoedingen.

### De Stoomwals
De Stoomwals (Rolo Compressor) is de benaming die voor zeer aanvallende teams van Internacional wordt gebruikt. Er zijn er in de geschiedenis van de club een aantal aan te wijzen, maar het eerste was het team dat zich in de jaren 1940 onder leiding van Hoche de Almeida Barros ("de rots") vormde. Het was in deze eerste versie van de rolo compressor dat de clubtopscorer aller tijden, Carlitos, zijn doelpunten maakte.
Het was oud-speler en leider van de supporters Vicente Roa die de bijnaam bedacht. Volgens Carlitos was Vicente Roa geen fan, maar was hij de personificatie van de club zelf. Roa was bovendien tekenaar en veel van zijn cartoons werden in lokale nieuwsbladen afgedrukt. De naam "rolo compressor" is afkomstig van een van zijn cartoons waarin het team van Internacional werd afgebeeld als een wals die al zijn tegenstander plet.
In de jaren 1940 heerste Internacional in haar eigen staat. Van de 28 ontmoetingen met aartsrivaal Grêmio werden er 19 gewonnen. Bovendien behaalde de club van 1940 tot en met 1945 zes staatskampioenschappen op rij, waarvan ze in drie edities ongeslagen bleven. Na 1945 werd de kracht van 'de wals' minder, maar desondanks bleef het een toonaangevend team tot het eind van het decennium.

### Deelname in nationale competities
In het jaar 1967 werd Internacional voor het eerst een grote speler door het hele land heen. Tot dat jaar werden clubs van buiten Rio de Janeiro en São Paulo veel genegeerd en beperkt toegelaten tot het officieuze landskampioenschap, de Taça Brasil. In het nieuwe Torneio Roberto Gomes Pedrosa werden behalve de traditionele clubs uit Rio de Janeiro en São Paulo ook twee clubs uit Rio Grande do Sul, twee uit Minas Gerais en één uit Paraná toegestaan, waardoor er meer sprake was van een nationaal toernooi dan voorheen. Al in deze eerste editie bewees Internacional zich en kwam het tot het vicekampioenschap achter Palmeiras. Een jaar later herhaalde Internacional haar prestatie, met deze keer Santos als enige club die hen voor wist te blijven.

### Bouw van een nieuw stadion

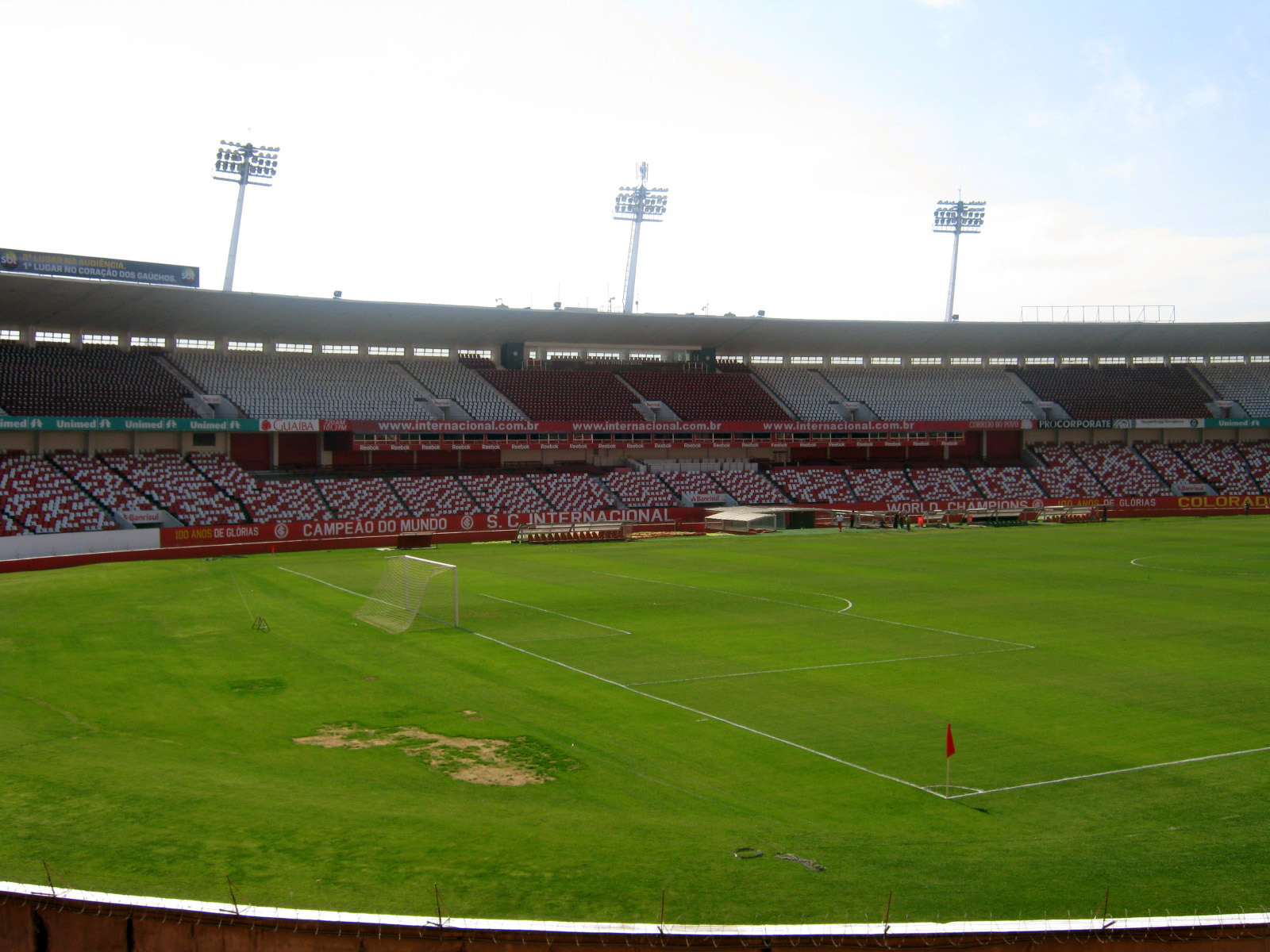
Het nieuwe stadion

Op 26 maart 1969 speelde Internacional haar laatste wedstrijd in het Estádio dos Eucaliptos. In een vriendschappelijke wedstrijd versloeg Inter dankzij goals van Sérgio, Valdomiro, Gilson Porto en Marciano tegenstander Rio Grande met 4-1.
De project van het Estádio Beira-Rio, geleid door Ephraim Pinheiro Cabral, was al op 12 september 1956 begonnen. Met werkzaamheden werd echter pas écht begonnen in 1958 en de eerste stenen werden een jaar later gelegd. In 1965 werden de werkzaamheden gestaakt door geldgebrek. Gelukkig bracht de provinciale bank van Rio Grande do Sul uitkomst met een lening. Projectleider was de Portugees José Pinheiro Borda, fanatiek aanhanger van de club. Borda stierf echter in 1966 en zou nooit de opening van het nieuwe stadion bij kunnen wonen.
De jaren 1960 waren een moeilijke tijd voor de fans van Inter. De club verloor veel wedstrijden, won bijna geen prijzen en al het geld dat de club verdiende was nodig voor de bouw van het stadion, waardoor versterkingen voor het team uitbleven. De achterban hield regelmatig inzamelingsacties met als doel het stadion zo snel mogelijk af te krijgen. Behalve geld werden er ook regelmatig bouwmateriaal en arbeiders geleverd.
Na jaren wachten werd het Estádio Beira-Rio (dat officieel Estádio José Pinheiro Borda, naar de overleden projectleider, werd genoemd) op 6 april 1969 dan eindelijk geopend, precies 60 jaar en 2 dagen na de oprichting van de club. In het openingsduel speelde Internacional tegen het grote Benfica van Eusébio, Portugees en Europees kampioen. Internacional won met 2-1 dankzij goals van Claudiomiro en Gilson Porto. De tegentreffer was van de voet van Eusébio.

### De grote titels
In de jaren 1970 vormde zich in Porto Alegre een van de beste elftallen die men ooit in Brazilië had gezien. Met spelers als Falcão en Figueroa veroverde Internacional in 1974 het staatskampioenschap met 18 overwinningen in 18 wedstrijden, een ongeëvenaarde prestatie.
Al sinds het begin van het decennium was Internacional elk seizoen bij de bovenste vijf van het nationale kampioenschap geëindigd, maar het was pas in 1975 dat Inter voor het eerst kampioen werd. De titel werd behaald in eigen stadion in een wedstrijd tegen Cruzeiro, dat met 1-0 werd verslagen dankzij een goal van de eerder genoemde Figueroa. Het doelpunt werd bekend als de "verlichte goal" omdat volgens de toeschouwers precies op het punt waar Figueroa in de lucht sprong om de bal te koppen net de zon door de bewolking heen wist te breken.
In 1976 bereikte Internacional een volgend hoogtepunt. Voor de achtste achtereenvolgende keer (vanaf 1969) behaalde de club het staatskampioenschap, een van de grootste series in het land en bovendien in opvolging van de zeven staatskampioenschappen op rij die Grêmio tot en met 1968 had behaald. In 1976 kon Internacional bovendien haar tweede landskampioenschap vieren na een 2-0-overwinning op Corinthians in Beira-Rio.
In 1979 deed Internacional een kunstje dat nog nooit iemand had gedaan, en tot nu toe geen enkele club heeft weten te herhalen. Voor de derde keer werd het landskampioenschap binnengehaald, deze keer echter zonder ook maar één wedstrijd te verliezen. In eigen stadion werd Vasco da Gama dankzij doelpunten van Falcão en Jaír de laatste wedstrijd gewonnen, nadat het eerder in het Maracanã al 2-0 voor Inter was geworden.
In 1980 ging Internacional nog verder. Het landskampioenschap bleef buiten bereik, maar nadat het al de eerste club uit Rio Grande do Sul was die meespeelde in de Copa Libertadores, werd het ook de eerste die de finale haalde. Na een 0-0 in eigen huis bleek tegenstander Nacional uit Uruguay in Montevideo echter iets te sterk: 1-0. In deze finale deed aanvaller Falcão al niet meer mee; hij was verkocht aan AS Roma, en volgens vele fans van Internacional heeft dit de club de titel gekost.
De jaren 1980 waren een stuk minder succesvol voor Internacional. Desondanks was Internacional verreweg hofleverancier van het elftal dat aan de Olympische Spelen van 1984 Brazilië vertegenwoordigde en daar de zilveren medaille won. Twee keer kwam Inter dicht bij het landskampioenschap, maar zowel in 1987 als in 1988 kwam het niet verder dan een tweede plaats. De eerste grote prijs kwam pas weer in 1992, toen de Copa do Brasil werd gewonnen ten koste van Fluminense. Verder werden de jaren 1990 alleen opgelicht door een viertal gewonnen staatskampioenschappen.
Met het begin van de 21e eeuw begon Internacional zich meer te richten op de eigen jeugdopleiding, die een aantal goede spelers had voortgebracht. De bekendsten daaronder zijn Fábio Rochemback, Daniel Carvalho, Nilmar en Rafael Sóbis. Vier achtereenvolgende staatskampioenschappen, van 2002 tot en met 2005, waren het directe gevolg. Het seizoen 2005 werd bovendien het begin van een mooie reeks. Internacional behaalde de meeste punten in de nationale competitie en was eigenlijk kampioen, maar een omkoopschandaal zorgde ervoor dat een aantal duels overgespeeld moest worden, waardoor Corinthians een aantal extra punten kon binnenhalen en daardoor Internacional passeerde op de ranglijst.
De tweede plaats betekende echter wel deelname aan de Copa Libertadores. In groep 6 eindigde Internacional met een voorsprong van 5 punten op de nummer twee en een doelsaldo van +9 op de eerste plaats. In de tweede ronde versloeg het Nacional uit Uruguay, dat 16 jaar eerder te sterk was in de finale. In de kwartfinale dreigde uitschakeling voor de club uit Porto Alegre, maar ook LDU uit Quito bleek uiteindelijk niet opgewassen tegen Inter. Na een 2-0-overwinning over twee wedstrijden tegen Libertad uit Paraguay stond Inter in de finale tegenover titelverdediger en landgenoot São Paulo. In het eerste finaleduel, in het Morumbi in São Paulo, wist Internacional met 2-1 te winnen dankzij twee goals van Rafael Sóbis, de laatst overgeblevene van het hiervoorgenoemde rijtje spelers uit de eigen jeugd. Op 16 augustus, onder leiding van trainer Abel Brage, veroverde Internacional vervolgens de Copa Libertadores in een volgepakt Beira-Rio dankzij een 2-2 gelijkspel.
Als winnaar van de Copa Libertadores nam Internacional in december 2006 deel aan het WK voor clubs. Ook dit toernooi wist de Braziliaanse club te winnen. In de halve finale werd met 2-1 gewonnen van het Egyptische Al-Ahly door doelpunten van Alexandre Pato en Luiz Adriano. In de finale werd FC Barcelona met 1-0 verslagen door een doelpunt in de tachtigste minuut van Adriano Gabiru.

### Degradatie
Internacional degradeerde op 11 december 2016 voor het eerst in de clubhistorie uit de Série A. In de staatscompetitie begin 2017 verloor de club de finale van Novo Hamburgo en won daardoor geen zevende staatstitel op rij. De club kon de afwezigheid in de Série A wel tot één seizoen beperken en werd bij de terugkeer zelfs meteen derde. In 2020 deed de club tot op het laatste moment mee voor de titel. Op de 31ste speeldag nam de club de leiding over van São Paulo, maar aan het einde van het seizoen begon de motor te sputteren en op de voorlaatste speeldag nam Flamengo de leiding over. Flamengo zelf verloor op de laatste speeldag en bij winst had Internacional de titel behaald, maar ze speelden gelijk tegen Corinthians.

## Erelijst
- FIFA Club World Cup: 2006
- CONMEBOL Libertadores: 2006, 2010
- CONMEBOL Sudamericana: 2008
- CONMEBOL Recopa: 2007, 2011
- Suruga Bank Championship: 2009
- Copa do Brasil: 1992
- Série A: 1975, 1976, 1979
- Campeonato Gaúcho: 1927, 1934, 1940, 1941, 1942, 1943, 1944, 1945, 1947, 1948, 1950, 1951, 1952, 1953, 1955, 1961, 1969, 1970, 1971, 1972, 1973, 1974, 1975, 1976, 1978, 1981, 1982, 1983, 1984, 1991, 1992, 1994, 1997, 2002, 2003, 2004, 2005, 2008, 2009, 2011, 2012, 2013, 2014, 2015, 2016, 2025
- Recopa Gaúcha: 2016, 2017
- Copa FGF: 2009, 2010
- Copa Governador do Estado: 1978, 1991
- Super Copa Gaúcha: 2016

### Campeonato Brasileiro
| Jaar | Klassering | Jaar | Klassering | Jaar | Klassering | Jaar | Klassering |
| ---- | ---------- | ---- | ---------- | ---- | ---------- | ---- | ---------- |
| 1971 | 5e         | 1981 | 8e         | 1991 | 7e         | 2001 | 9e         |
| 1972 | 3e         | 1982 | 24e        | 1992 | 10e        | 2002 | 21e        |
| 1973 | 4e         | 1983 | 19e        | 1993 | 17e        | 2003 | 6e         |
| 1974 | 4e         | 1984 | 22e        | 1994 | 12e        | 2004 | 8e         |
| 1975 | Kampioen   | 1985 | 10e        | 1995 | 9e         | 2005 | 2e         |
| 1976 | Kampioen   | 1986 | 16e        | 1996 | 9e         | 2006 | 2e         |
| 1977 | 25e        | 1987 | 2e         | 1997 | 3e         | 2007 | 11e        |
| 1978 | 3e         | 1988 | 2e         | 1998 | 12e        | 2008 | 6e         |
| 1979 | Kampioen   | 1989 | 16e        | 1999 | 16e        | 2009 | 2e         |
| 1980 | 3e         | 1990 | 16e        | 2000 | 6e         | 2010 |            |

### Copa Libertadores
| Jaar | Eindklassering |
| ---- | -------------- |
| 1976 | 9e             |
| 1977 | 4e             |
| 1980 | 2e             |
| 1989 | 3e             |
| 1993 | 20e            |
| 2006 | Kampioen       |
| 2007 | 18e            |
| 2010 | Kampioen       |

## Stadion
Het stadion van Internacional is het Estádio Beira-Rio. Het is het grootste stadion in het zuiden van Brazilië. Beira-Rio is een bijnaam; de originele naam is Estádio José Pinheiro Borba. Het werd eind jaren 60 in gebruik genomen, en door haar leeftijd zijn er dan altijd wel ergens in het stadion herstelwerkzaamheden en verbouwingen aan de gang, waarbij bovendien doorgaans het comfort, gemak en de veiligheid voor de supporters wordt verbeterd.
- Capaciteit: 56.000
- Opening: 6 april 1969 (Internacional-Benfica (POR) 2-1)
- Toeschouwersrecord: 106.554 (Selectie Rio Grande do Sul - Brazilië 3-3, 17 juni 1972)
- Afmetingen veld: 108x72,5m
- Grassoort: Bermuda Green

## Bekende spelers
- D'Alessandro
- Alisson Becker
- Marcelo Boeck
- Branco
- Carlitos
- Daniel Carvalho
- Dunga
- Falcão
- Fernandão
- Elías Figueroa
- Diego Forlán
- Marcos Camozzato
- Carlos Gamarra
- Juan
- Lúcio
- Lula
- Muriel
- Nilmar
- Alexandre Pato
- Fábio Rochemback
- Claudio Taffarel
- Tinga
- Taison
- Tesourinha
- Manga
- Escurinho
- Allan Rodrigues de Souza
- Wesley
- Meeste wedstrijden: Valdomiro (aanvaller), 803 wedstrijden (1968-1980)
- Meeste doelpunten: Carlitos (aanvaller), 325 doelpunten (1938-1951)